# Jeux mondiaux féminins de 1926

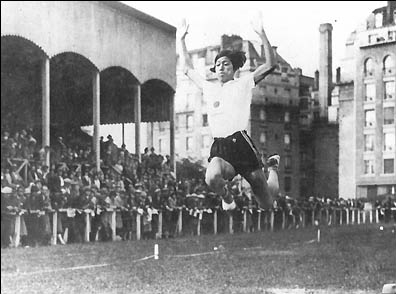
Kinue Hitomi, gagnante du saut en longueur.

Les Jeux mondiaux féminins de 1926 (en suédois Andra internationella kvinnliga idrottsspelen) sont la seconde édition régulière des Jeux mondiaux féminins et ont lieu du 27 au 29 août, au stade Slottsskogsvallen (en) à Göteborg en Suède,.

## Histoire
Les Jeux sont organisés par la Fédération sportive féminine internationale (FSFI), présidée par la Française Alice Milliat, comme réponse au refus du Comité international olympique d'accepter des épreuves féminines aux Jeux olympiques d'été de 1924.
Les jeux accueillent 100 participantes de 9 nations différentes : la Belgique, la Tchécoslovaquie, la France, la Grande-Bretagne, le Japon, la Lettonie, la Pologne, la Suède, et la Suisse. Kinue Hitomi, la seule représentante du Japon, gagne le saut en longueur avec un nouveau record du monde, et également le saut en longueur sans élan, arrive seconde au disque, troisième au 100 yards, cinquième au 60 m et sixième au 250 m, plaçant à elle seule le Japon à la cinquième place des nations,.
Les athlètes concourent dans 12 disciplines, : la course (60 mètres, 100 yards, 250 mètres, 1000 mètres, 4 x 110 yards relai et 100 yards haies), saut en hauteur, saut en longueur, saut en longueur sans élan, lancer du disque, lancer du javelot et lancer du poids.
Ces Jeux s'ouvrent avec une cérémonie de style olympique et le discours d'ouverture est prononcé par Mary von Sydow (épouse d'Oscar von Sydow). Vingt mille spectateurs assistent à cette édition et aux nouveaux records du monde,.

## Tableau des médailles
| Event                          | Or                                                                       | Or      | Argent                                                                   | Argent  | Bronze                        | Bronze                       |
| ------------------------------ | ------------------------------------------------------------------------ | ------- | ------------------------------------------------------------------------ | ------- | ----------------------------- | ---------------------------- |
| 60 m                           | Marguerite Radideau France                                               | 7.8     | Florence Haynes Royaume-Uni                                              | 7.8     | Rose Thompson Royaume-Uni     | 7.8                          |
| 100 yd                         | Marguerite Radideau France                                               | 11.8    | Rose Thompson Royaume-Uni                                                | 11.8    | Kinue Hitomi Japon            | 12.0                         |
| 250 m                          | Eileen Edwards Royaume-Uni                                               | 33.4    | Vera Palmer Grande-Bretagne                                              | 34.6    | Marguerite Radideau France    | 35.4                         |
| 1000 m                         | Edith Trickey Royaume-Uni                                                | 3:08.8  | Inga Gentzel Suède                                                       | 3:09.4  | Louise Bellon France          | 3:10.4                       |
| 100 yds haies                  | Ludmila Sychrová États-Unis                                              | 14.4    | Edith White Royaume-Uni                                                  | 14.8    | Hilda Hatt Royaume-Uni        | 15.0                         |
| 4×110 yds relai                | Royaume-Uni Dorothy Scouler Florence Haynes Eileen Edwards Rose Thompson | 49.8    | France Louise Bellon Geneviève Laloz Yolande Plancke Marguerite Radideau | 51.2    | Tchécoslovaquie               | 52.8                         |
| 1000 m marche                  | Daisy Crossley Royaume-Uni                                               | 5:10.0  | Albertine Regel France                                                   | 5:12.4  | Seulement deux participantes  | Seulement deux participantes |
| Saut en hauteur                | Hélène Bons France                                                       | 1.50 m  | Hilda Hatt Royaume-Uni                                                   | 1.45 m  | Inga Broman Suède             | 1.45 m                       |
| Saut en longueur               | Kinue Hitomi Japon                                                       | 5.50 m  | Muriel Gunn Royaume-Uni                                                  | 5.44 m  | Zdena Smolová Tchécoslovaquie | 5.28 m                       |
| Saut en longueur sans élan     | Kinue Hitomi Japon                                                       | 2.49 m  | Zdena Smolová Tchécoslovaquie                                            | 2.47 m  | Barbara Holliday Royaume-Uni  | 2.37 m                       |
| Lancer du disque               | Halina Konopacka Pologne                                                 | 37.71 m | Kinue Hitomi Japon                                                       | 33.62 m | Elsa Svensson Suède           | 31.78 m                      |
| Lancer du javelot à deux mains | Anne-Lisa Adelsköld Suède                                                | 49.15 m | Louise Fawcett Royaume-Uni                                               | 45.41 m | Märta Hallgren Suède          | 45.06 m                      |
| Lancer du poids à deux mainsnb | Maria Vidlaková Tchécoslovaquie                                          | 19.54 m | Elsa Svensson Suède                                                      | 19.42 m | Halina Konopacka Pologne      | 19.25 m                      |

- nb  Chaque athlète du lancer du poids et du javelot lance deux fois, d'abord de la main droite, puis de la main gauche. Leur résultat final est l'addition de leur meilleur lancer de la main droite et de leur meilleur de la main gauche.

## Classement des nations
| Place | Nation          | Points |
| ----- | --------------- | ------ |
| 1     | Royaume-Uni     | 50     |
| 2     | France          | 27     |
| 3     | Suède           | 20     |
| 4     | Tchécoslovaquie | 19     |
| 5     | Japon           | 15     |
| 6     | Pologne         | 7      |
| 7     | Lettonie        | 1      |